# سسا آورونکا
سسا آورونکا (به ایتالیایی: Sessa Aurunca) یک کومونه در ایتالیا است که در استان کسرتا واقع شده‌است.

## خصوصیات
سسا آورونکا ۱۶۳ کیلومترمربع مساحت و ۲۲٬۸۶۰ نفر جمعیت دارد و ۲۰۳ متر بالاتر از سطح دریا واقع شده‌است.

## تاریخ
این شهر مهم‌ترین زیستگاه قوم باستانی آورونکیان بود و آن زمان سوئسا آورونکا نامیده می‌شد.